# Two Arabian Knights
Pour plus de détails, voir Fiche technique et Distribution.
Two Arabian Knights est un film américain réalisé par Lewis Milestone, sorti en 1927.

## Synopsis
Pendant la Première Guerre mondiale, deux soldats américains se retrouvent piégés dans le no man's land. S'attendant à mourir, W. Dangerfield Phelps III décide de réaliser son désir le plus cher qui est de frapper à la tête son sergent Peter O'Gaffney. Alors qu'ils se bagarrent, les Allemands s'approchent furtivement de leurs lignes et les capturent facilement. Les deux hommes sont emmenés dans un camp de prisonniers allemands où ils finissent par se lier d'amitié lorsque Phelps assume la responsabilité d'une caricature peu flatteuse qu'il a dessinée d'un garde, plutôt que de laisser O'Gaffney en porter la responsabilité. Plus tard, les deux hommes s'échappent en volant les robes blanches de prisonniers arabes pour se fondre dans la neige. Cependant, ils rencontrent une colonne de prisonniers arabes et sont forcés de se joindre à eux en raison de leurs tenues avant d'être envoyés en train à Constantinople.
Vers la fin de leur voyage, Phelps fait une diversion et les deux amis sautent sur un wagon de foin et pour s'y cacher, jusqu'à ce qu'il soit chargé sur un bateau à destination de l'Arabie. Les deux passagers clandestins sont vite découverts par l'équipage mais le capitaine est satisfait lorsque Phelps lui paie le prix du voyage. Un petit bateau amenant des passagers s'approche du navire marchand, mais chavire a proximité. Phelps, puis O'Gaffney plongent à leur rescousse et sauvent en particulier une jeune femme  arabe, Mirza. Une fois à bord avec l'entourage de la femme, les deux américains et le capitaine vont se disputer son affection. Phelps finit par l'amadouer en lui faisant enlever son voile et il est conquit par sa beauté. Pendant ce temps, l'escorte de la femme observe cette évolution avec désapprobation et le capitaine insiste pour être payé pour le trajet de Mirza mais aucun des trois n'a d'argent.
Lorsqu'ils atteignent leur destination, le capitaine refuse de laisser Mirza débarquer sans payer et O'Gaffney vole le commissaire de bord pour obtenir l'argent. Mirza est accueillie par Shevket Ben Ali, dont le père de Mirza s'est arrangé pour qu'elle l'épouse. Ils partent alors ensemble et les Américains sautent par-dessus bord du navire lorsque le capitaine découvre fureix ce qui est arrivé à son commissaire de bord. Les deux hommes se dirigent vers le consulat américain mais repartent précipitamment sans parler au consul lorsqu'ils constatent que le capitaine est déjà sur place pour déposer une plainte à leur encontre. Ils décident de demander l'aide de l'émir, le père de Mirza, qui s'avère être le gouverneur de la région. Cependant, l'escorte de Mirza lui a dit, ainsi qu'à Shevket, que Phelps l'avait vue sans son voile. Outré dans son honneur, l'Emir envoie ses hommes ramener les Américains pour les exécuter. Entre-temps, les deux soldats avaient pénétré dans le palais de l'émir et Phelps est prévenu à temps par Mirza. Lorsqu'il part au secours de Mirza, O'Gaffney fait preuve de courage en l'accompagnant mais ils se font piégés par Shevket et ses hommes. Mirza menace alors de se suicider s'ils ne sont pas libérer, ce qui pousse Shevket à régler leur différend par un duel dans lequel un seul de plusieurs pistolets est chargé. Phelps accepte et tire le premier à blanc son pistolet mais Shevket lui révèle alors que les autres pistolets sont vides car il n'a pas voulu parier sa vie avec un chien d'infidèle. Une bagarre s'ensuit entre ses hommes et les deux autres, qui réussissent à libérer Mirza et s'enfuient ensemble pour de nouvelles aventures.

## Fiche technique
- Titre : Two Arabian Knights
- Réalisation : Lewis Milestone
- Scénario : Wallace Smith, Cyril Gardner, Donald McGibney, George Marion Jr. et James T. O'Donohoe
- Production : John W. Considine Jr. et Howard Hughes
- Musique : Robert Israel
- Photographie : Tony Gaudio et Joseph H. August
- Montage : Douglass Biggs
- Direction artistique : William Cameron Menzies
- Pays d'origine : États-Unis
- Format : Noir et blanc - 1,33:1 - Film muet
- Genre : Aventure et comédie romantique
- Date de sortie : 1927

## Distribution

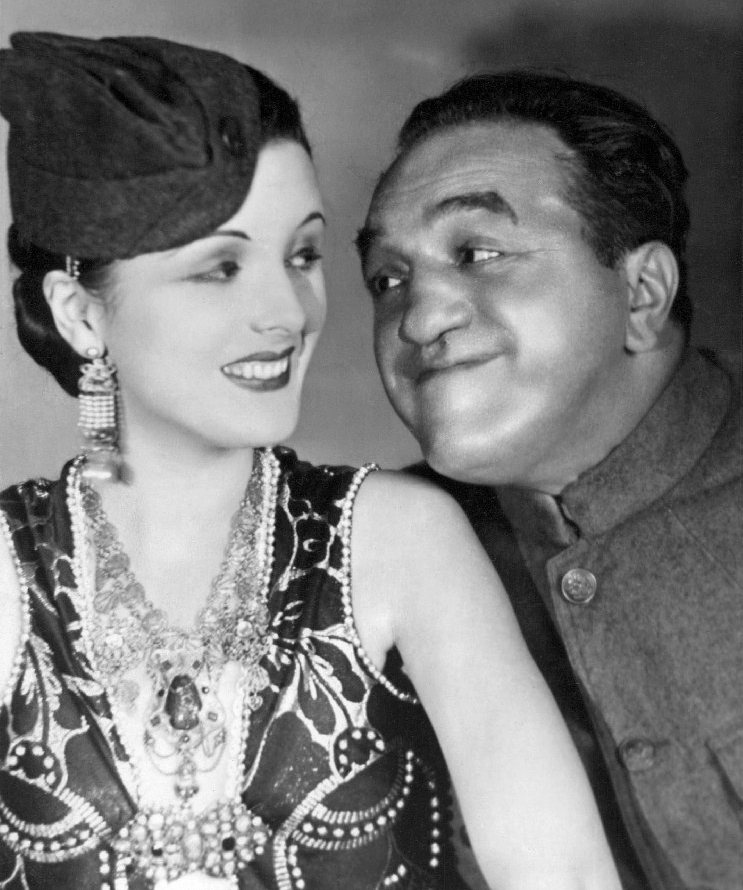
Mary Astor et Louis Wolheim dans Two Arabian Knights

- William Boyd : W. Dangerfield Phelps III
- Mary Astor : Mirza
- Louis Wolheim : Sergent Peter O'Gaffney
- Ian Keith : Shevket Ben Ali
- Boris Karloff : Commissaire de bord
- DeWitt Jennings : Consul américain
- M. Visaroff : Capitaine du bateau